# Hnojivo

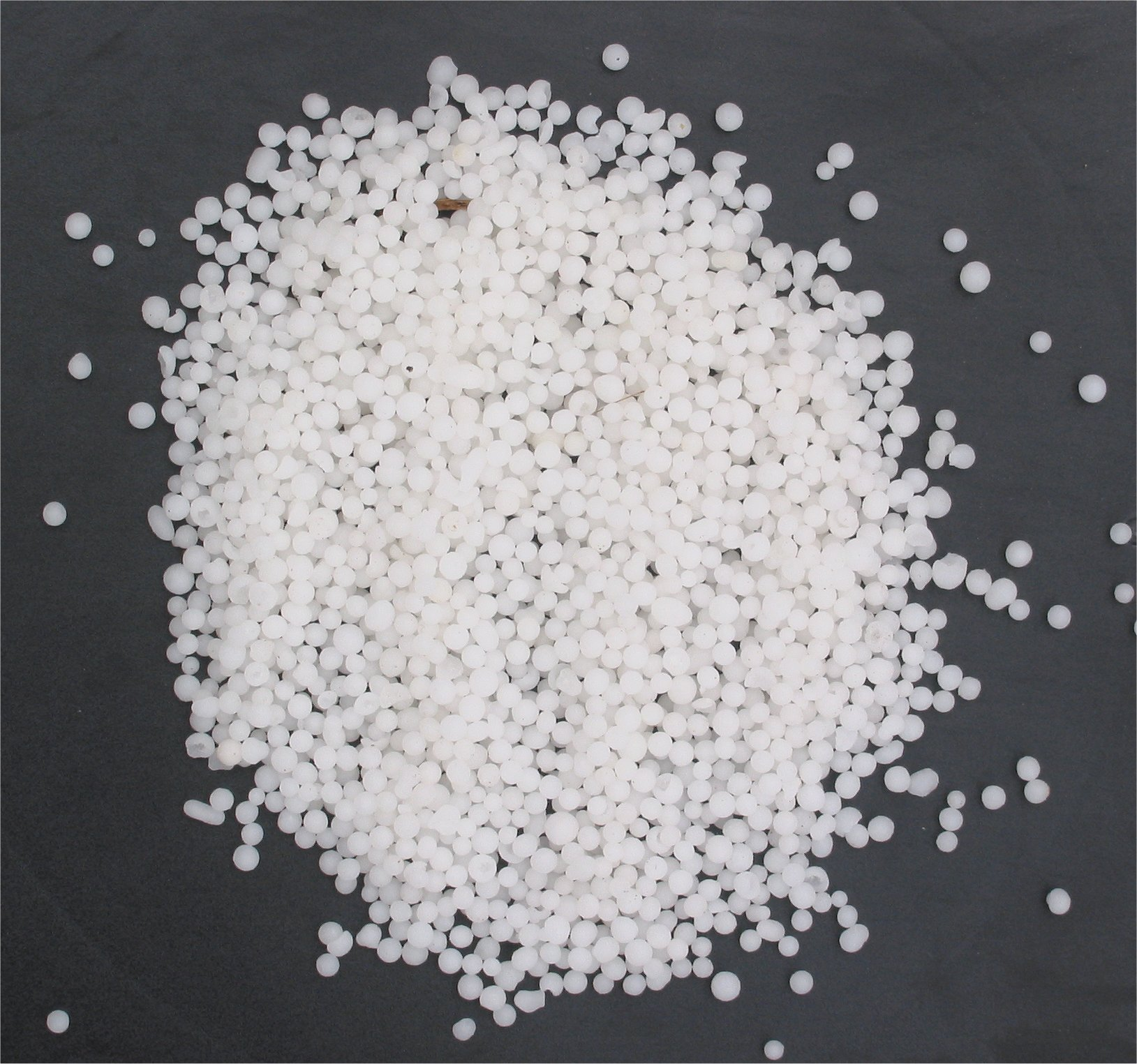
Chilský ledek (dusičnan sodný)

Hnojiva jsou směsi, používané pro zlepšení růstu rostlin. Obvykle jsou aplikována přes půdu (pro příjem kořeny) nebo tzv. hnojením na list (pro příjem listy).
Hnojiva obvykle poskytují v různých poměrech tři hlavní biogenní prvky (dusík, fosfor, draslík), sekundární biogenní prvky (vápník, síra, hořčík) a někdy také stopové prvky, které jsou užitečné pro hnojení: bor, chlor, mangan, železo, zinek, měď a molybden.

## Rozdělení zemědělských hnojiv
- podle původu 
  - statková neboli organická (hnůj, kompost, močůvka, hnojůvka)
  - průmyslová neboli minerální
    - podle složení
      - jednosložková (močovina)
      - vícesložková neboli kombinovaná
        - dvojitá (ledek draselný)
        - trojitá neboli plná (NPK)
- podle vlivu na půdní reakci
  - kyselá (chlorid draselný)
  - neutrální (ledek amonný s vápencem)
  - zásaditá (dusíkaté vápno)
- podle skupenství
  - tuhá (hnůj, kompost, superfosfát)
  - kapalná (močůvka, kejda)
- podle účinnosti
  - hnojiva přímá
  - hnojiva nepřímá

## Hnojiva podle účinnosti
Přímá hnojiva obsahují přinejmenším jednu ze základních rostlinných živin buďto v organické nebo minerální formě. Dodávají rostlinám makro- nebo mikroprvky a patří mezi ně hnojiva průmyslová i statková.
Nepřímá hnojiva neobsahují základní živiny v zásadním množství, ale vlivem na životní prostředí rostlin a metabolismus umožňují zvýšený příjem základních živin (což vede k vyšším výnosům). Patří k nim půdní kondicionéry, regulátory růstu (stimulátory i inhibitory), bakteriální hnojiva, inhibitory mikrobiotických procesů a podobně.

## Hnojiva podle skupenství
Rozlišení podle skupenství má význam pro snadnost aplikace, přijatelnost živin rostlinou nebo druh použité techniky. Někdy bývá používán CO2 pro přihnojení zeleniny (salátu), ale obecně jsou rozlišovány podle skupenství pouze:
- pevná hnojiva
- tekutá hnojiva

### Pevná hnojiva
Pevná (také nazývána tuhá) hnojiva jsou aplikována rozmetadly. Minerální hnojiva mohou být podle způsobu výroby krystalická nebo granulovaná, podle velikosti částic jsou dělena na:
- prášková (převládají částice menší než 1 mm)
- zrnitá (částice zpravidla 1–4 mm)

Mezi průmyslová pevná hnojiva patří například draselná sůl, NPK, nebo dusičnan amonný.
Organická, statková pevná hnojiva jsou více či méně homogenní směsi s různým obsahem živin a v různém stupni rozkladu, patří sem chlévský hnůj nebo komposty.

### Tekutá hnojiva
Průmyslová tekutá hnojiva jsou vyráběna jako ředitelná jednosložková nebo vícesložková hnojiva s přesně daným obsahem živin a s různou možnosti mísení jako například DAM (např. DAM 390). Mezi statková tekutá hnojiva patří močůvka nebo kejda.

## Hnojiva podle původu

### Statková hnojiva
Mezi statková hnojiva, jak bývají nazývána organická hnojiva, se řadí zejména chlévský hnůj, kompost a močůvka a dále též směsi (posklizňových) rostlinných zbytků (jako sláma a zelené hnojení) s organickými nebo průmyslovými hnojivy.

#### Chlévský hnůj
Používá se dobře vyzrálý k přímému hnojení. Lze jím hnojit na volných venkovních plochách i ve skleníkových záhonech. Používá se k zakládání pařenišť jako výhřevný materiál. Má význam pro přísun živin, jako zdroj organické hmoty a kypřící materiál.

#### Kompost
Kompost je důležitým hnojivem pro venkovní zahradní půdy i pro zeminy ve sklenících. Kromě živin obsahuje i humus. Je velmi vhodný k hnojení květin, protože pro většinu z nich je čerstvé hnojení chlévským hnojem nevhodné, ačkoliv vyžadují vysoký obsah humusu v půdě.
Komposty se připravují v aerobních podmínkách (tj. za přístupu vzduchu) bez ornice a vápence. Ke kompostování jsou vhodné organické hmoty, které mají příznivý poměr C/N a mírnou vlhkost. Někdy je možný i přídavek minerálních hnojiv pro vyrovnání obsahu živin. Komposty mohou zrát např. na hromadách 1–1,5 m vysokých až 3 roky při občasném přehazování. Složení kompostů je značně proměnlivé podle složení vstupních surovin. Pro hnojení ve skleníku se musí komposty propařovat, aby se zbavily semen plevelů a možných parazitů.

#### Močůvka
Močůvka je prokvašená moč hospodářských zvířat. Je produkována v klasických vazných stájích s nastýlaným ložem. Močůvka bývá zředěna vodou používanou ve stájích, někdy i dešťovou a povrchovou vodou. Močůvka obsahuje jen malý podíl organických látek, přesto je hodnotným statkovým hnojivem. Močůvku lze použít v deseti až dvacetinásobném zředění jako hnojivou zálivku. Velmi pozitivně působí obsažené auxiny.

### Hnojiva průmyslová
Neboli minerální. Do této skupiny spadají všechny látky využívané ke hnojení, které byly vyrobené mimo zemědělský závod. Nejčastěji jde o produkty chemického, těžebního a stavebního průmyslu. Průmyslová hnojiva se systemizují (dělí) takto:
- podle skupenství, velikosti částic a původu částic
  - plynná
  - kapalná
  - pevná
    - prášková (částice v průměru do 1 mm)
    - zrnitá (částice 1–4 mm)
      - krystalická
      - granulovaná

#### Podle složení

##### Jednoduchá hnojiva
Jsou také nazývána jednosložková a obsahují pouze jednu živinu – N, P, K, Ca. Používají se jako základní hnojiva nebo při nedostatku vhodného vícesložkového hnojiva. Někteří autoři k jednosložkovým hnojivům řadí i hořečnatá hnojiva, tedy s obsahem hořčíku. Jednoduchá hnojiva mohou obsahovat navíc mikro prvky a doprovodné ionty (Ca2+, Mg2+, Na+, SO 2-
4 , Cl−). Podle hlavní živiny lze jednoduchá hnojiva rozčlenit takto:
dusíkatá hnojiva
- s dusíkem nitrátovým (ledkovým, dusičnanovým) NO -
3
- s dusíkem amonným a amoniakálním NH +
4 , NH3
- s dusíkem amidovým (organickým) NH2
- s dusíkem ve dvou i více formách NH +
4 , NO -
3 , NH2
- pomalu působící.[4]

fosforečná hnojiva
- s fosforem rozpustným ve vodě – superfosfáty
- s fosforem rozpustným v citranu amonném – dikalciumfosfát
- s fosforem rozpustným ve 2% kyselině citrónové – Thomasova moučka, Dopofos, část P z mletých fosfátů
- s fosforem rozpustným v silných kyselinách – mleté fosfáty, hyperfosfáty, kostní moučky. Dolofos 15, Dolofos 26, Donaukorn 26 % P2O5, Fosmag, Hyperkorn 26 % P2O5 + 2 % MgO, Hyperkorn 26 % + 2,5 % MgO, kostní moučka na hnojení.[5]

draselná hnojiva
- síranový typ (sírany)
- chloridový typ (chloridy)[6]

vápenatá hnojiva
- s uhličitanovou formou vápníku (CaCO3)
- s žíravou formou vápníku (CaO, Ca(OH)2)
- se síranovou formou vápníku (CaSO4)
- s křemičitanovou formou vápníku (Ca2SiO4)[7]

##### Vícesložková hnojiva
Obsahují více hlavních živin (makroprvků), případně také doplňkové živiny (mikroprvky). Jejich používáním je přihnojování zjednodušeno a zefektivněno. Podle způsobu výroby lze tato hnojiva rozdělit na 
- směsná (smíšená)
- kombinovaná.

Podle počtu složek se dále dělí na dvojitá (obsahují dvě živiny) nebo trojitá čili plná (obsahují všechny tři základní živiny N, P a K). Někdy se vyčleňují ještě mikrohnojiva, která obsahují převážně stopové prvky. K sledovaným vlastnostem vícesložkových hnojiv patří především obsah přijatelných a vzájemný poměr těchto živin.

## Prodávaná hnojiva

### Dusíkatá
(komerční názvy):
- Močovina (hnojivo) – hnojivo obsahující močovinu
- Ledek amonný 27 % N hnojivo s obsahem dusičnanu amonného
- Ledek amonný 34 % N
- DAM 390 (Dusičnan amonný s močovinou)
- DASA (směs dusičnan amonný se síranem amonným)
- Síran amonný – hnojivo s obsahem síranu amonného
- SAM – hnojivo s obsahem síranu amonného a močoviny